# Hypsipetes guimarasensis
Hypsipetes guimarasensis là một loài chim trong họ Pycnonotidae.